# Лакмали, Надика
Надика Лакмали Бамбаренда Лианге (род. 18 сентября 1981 года) — метательница копья, представляющая Шри-Ланку, участница Олимпийских игр.

## Карьера
На международных соревнованиях начала выступать с 2005 года. В 2007 году завоевала бронзовую медаль на чемпионате Азии, который проходил в иорданском Аммане.
В 2008 году принимала участие в Олимпиаде. В соревнованиях копьеметательниц Лакмали метнула копьё на 54.28, заняла 43-е место и прекратила выступления в квалификационном раунде.
На Олимпиаде в Лондоне не выступала. В 2013 году, на чемпионате мира в Москве  в лучшей квалификационной попытке Лакмали метнула копьё на 60.39 и стала последней, двенадцатой спортсменкой, прошедшей квалификацию. Она стала второй в истории Шри-Ланки спортсменкой, прошедшей квалификацию на чемпионате мира (первой была призёр мировых первенств и Олимпийских игр — Сусантика Джаясингх). В основных соревнованиях Лакмали с результатом 58.16 заняла последнее место.